# パソコンドック24
パソコンドック24（株式会社パソコンドック24）は、大阪府大阪市に本社を置くパソコン修理、データ復旧等を行う企業である。

## 概要
2003年設立。主にパソコン修理、Mac修理、データ復旧を行う店舗「パソコンドック24」を全国に85店舗（2024年2月現在）を展開している。
全店舗にパソコン整備士資格保有者が在籍するとしている。

## 社会貢献活動

### 企業版ふるさと納税
2022年9月　福岡県福津市
2022年9月　埼玉県さいたま市
2023年9月　愛知県名古屋市
2023年9月　福岡県福岡市